# Ljósárdalstindur
Ljósárdalstindur är en bergstopp i republiken Island. Den ligger i regionen Austurland, 400 km öster om huvudstaden Reykjavík. Toppen på Ljósárdalstindur är 725 meter över havet, eller 301 meter över den omgivande terrängen. Bredden vid basen är 4,3 km.
Trakten runt Ljósárdalstindur är nära nog obefolkad, med mindre än två invånare per kvadratkilometer. Det finns inga samhällen i närheten. Trakten runt Ljósárdalstindur består i huvudsak av gräsmarker.